# 12793 Hosinokokai
12793 Hosinokokai eller 1995 UP8 är en asteroid i huvudbältet som upptäcktes den 30 oktober 1995 av den japanske amatörastronomen Tomimaru Okuni vid Nanyō-observatoriet. Den är uppkallad efter amatörastronom gruppen Hoshinokokai.
Asteroiden har en diameter på ungefär 3 kilometer.